# Хероон
Хероонът (на старогръцки: ἡρῷον) е светилище на герой, почитан в специален култ в древните религии. Хероонът е заградено място, съдържащо гроба (или кенотафа) на героя или градената му гробница, обикновено покрити с могила от пръст. Вярва се, че мястото съхранява костите на героя, които имат централна роля в култа. Героите се смятат за покровители на мястото или селището. В земите на древна Тракия хероонът най-често представлява гробница на тракийски владетел, или светилище на тракийския херос.
В херооните се извършват ритуални действия, свързани с култа към героите. Жертвоприношенията за мъртвите герои са изгаряни в ями на нивото на терена, или в пръстта на могилата, а не са правени върху изграден висок олтар. В херооните са принасяни дарове, извършвани са поменални хранения.
На територията на България са намерени голям брой светилища-хероони – гробници от Свещари (Свещарска гробница) и Стрелча (Жаба могила), могилите Оструша, Сашова могила и Голяма Косматка, светилището в местността Мишкова нива (южно от Малко Търново), гробницата-хероон при Старосел и др.